# Paralongicollum nemacheili
Paralongicollum nemacheili is een soort in de taxonomische indeling van de Acanthocephala (haakwormen). De worm wordt meestal 1 tot 2 cm lang. Ze komen algemeen voor in het maag-darmstelsel van ongewervelden, vissen, amfibieën, vogels en zoogdieren.
De haakworm komt uit het geslacht Paralongicollum en behoort tot de familie Pomphorhynchidae. Paralongicollum nemacheili werd in 1991 beschreven door Amin, Bauer & Sidorov.